# Lažany (district de Strakonice)
Pour les articles homonymes, voir Lažany.
Lažany (en allemand : Laschan, précédemment : Enis-Laschan ou Miltschitz-Laschan) est une commune du district de Strakonice, dans la région de Bohême-du-Sud, en République tchèque. Sa population s'élevait à 55 habitants en 2020.

## Géographie
Lažany se trouve à 12 km au nord de Strakonice, à 62 km au nord-ouest de České Budějovice et à 89 km au sud-ouest de Prague.
La commune est limitée par Blatná au nord-ouest, au nord et au nord-est, par Radomyšl à l'est et au sud-est, par Chrášťovice au sud et par Doubravice au sud-ouest.

## Histoire
La première mention écrite du village date de 1384.